# Maxime Crépeau
Maxime Crépeau (1994. május 11. –) kanadai válogatott labdarúgó, az amerikai Portland Timbers kapusa.

## Pályafutása
Maxime Crépeau 2010-ben került a Montréal akadémiájára, ahol három éven keresztül volt az U21-es keret tagja. 2012 óta edzett az első csapattal, amely 2013. március 5-én leigazolta őt, így lett a csapat harmadik számú kapusa. Azóta is a klub játékosa

### Válogatott
2016 februárjában mutatkozott be a kanadai válogatottban egy amerikai válogatott elleni barátságos mérkőzésen. Tagja volt a 2017-es CONCACAF-aranykupa negyeddöntős kanadai keretnek.

## Statisztikák

### A válogatottban
| Válogatott | Év       | Pályára lépés | Gól |
| ---------- | -------- | ------------- | --- |
| Kanada     | 2016     | 1             | 0   |
| Kanada     | 2017     | 1             | 0   |
| Kanada     | 2020     | 3             | 0   |
| Kanada     | 2021     | 9             | 0   |
| Kanada     | 2022     | 1             | 0   |
| Kanada     | 2024     | 7             | 0   |
| Összesen   | Összesen | 22            | 0   |